# Замзам
Кладенецът Замзам (на арабски: بئر زمزم; Арабско произн.: [biʔru zam.zam]) е кладенец, разположен в рамките на Масджид ал-Харам, Мека, Саудитска Арабия. Намира се на 20 м източно от Кааба, най-свещеното място в исляма.
Според ислямските разкази кладенецът е чудотворен източник на вода, който се е отворил преди хиляди години, когато синът на Ибрахим (Авраам), Исмаил (Ишмаил), е оставен с майка си Хаджар (Хагар) в пустинята. Твърди се, че е пресъхнал по време на заселването на Джурхум в района, и че е бил преоткрит през 6-и век от Абд ал-Мутталиб, дядо на Мохамед. Милиони поклонници посещават кладенеца всяка година, докато извършват поклонения Хадж или Умра, за да пият вода от него.